# Ming-Na
Ming-Na, ou Ming-Na Wen (pinyin : Wēn Míng-Nà), née le 20 novembre 1963 dans l'île de Coloane à Macao, en Chine, est une actrice et mannequin américaine.
Révélée auprès du grand public avec le rôle du docteur Jing-Mei Chen (en) dans la série médicale Urgences, l'actrice confirme cette percée avec son rôle de Camille Wray dans la série de science-fiction Stargate Universe, celui de l'agent Melinda May dans la série de super-héros Marvel : Les Agents du SHIELD, ainsi que celui de la maître-assassin Fennec Shand dans l'univers de science-fiction Star Wars.
Également active dans l'animation, elle a notamment assuré la voix de l'héroïne du film d'animation Mulan.

## Biographie

### Jeunesse et formation
La mère de Ming-Na, Lin Chan Wen, divorce alors qu'elle n'est qu'un nourrisson. La famille quitte la péninsule de Macao pour Hong Kong. Sa mère devient infirmière et rencontre Soo Lim Yee, un homme d'affaires américano-chinois, qu'elle épouse. La famille recomposée émigre à New York alors que Ming-Na n'a que quatre ans, puis s'installe à Pittsburgh. Elle apprend l'anglais et s’intéresse rapidement à la comédie. Elle a un frère aîné, Jonathan.
Au lycée, elle commence à jouer dans diverses pièces de théâtre. Elle suit des études à la Lebanon High School et finit par obtenir, avec les honneurs, son diplôme de théâtre à l'Université Carnegie-Mellon,.

### Débuts de carrière et révélation
En 1985, Ming-Na obtient son premier rôle, à la télévision, dans la série pour enfants Mister Roger's Neighborhood, puis, son premier rôle récurrent, de 1988 à 1991, dans le soap opera américain As the World Turns.  
Deux ans plus tard, sa participation au film Le Club de la chance, un drame réalisé par Wayne Wang qui lui permet de négocier des cachets plus importants et de se faire repérer par Michael Crichton. Elle devient une habituée des plateaux télé en apparaissant dans quelques séries télévisées et en jouant dans des téléfilms d'action. 

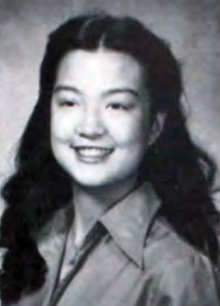
Ming-Na en 1981.

Elle se fait aussi remarquer en 1994, en dépit de très mauvaises critiques, dans le film Street Fighter avec Jean-Claude Van Damme, où elle interprète Chun-Li. Elle fait ensuite partie de la distribution de la sitcom oubliée, The Single Guy portée par Jonathan Silverman sur NBC, entre 1995 et 1997. 
C'est avec le rôle du docteur Jing-Mei Chen, que lui propose Michael Crichton pour la série dramatique et médicale à succès Urgences, que l'actrice accède à la renommée internationale. Elle devient par la même occasion le premier personnage d'origine asiatique à apparaître sur le petit écran américain en prime-time. Introduit au cours de la première saison en tant que personnage récurrent, elle est finalement promue personnage régulier à partir de la saison 6.
En parallèle, elle se lance dans le doublage de dessins animés à la suite du succès de Mulan, le 36e « Classique d'animation » des studios Disney qui s'inspire de la légende de Hua Mulan et pour lequel elle prête sa voix à l'héroïne principale. Elle donne aussi de la voix pour des séries d'animation comme Spawn, Disney's tous en boite, Jimmy Neutron, Batman et beaucoup d'autres. 
En 1997, elle donne la réplique à Wesley Snipes et Nastassja Kinski dans le drame Pour une nuit de Mike Figgis mais le film n'enthousiasme pas la critique et est un échec commercial. Bilingue anglais et cantonais, elle double également des jeux vidéos et des courts métrages d'animation dans cette langue.  
En 2004, elle arrête sa participation à la série Urgences qui en est alors à sa onzième saison.

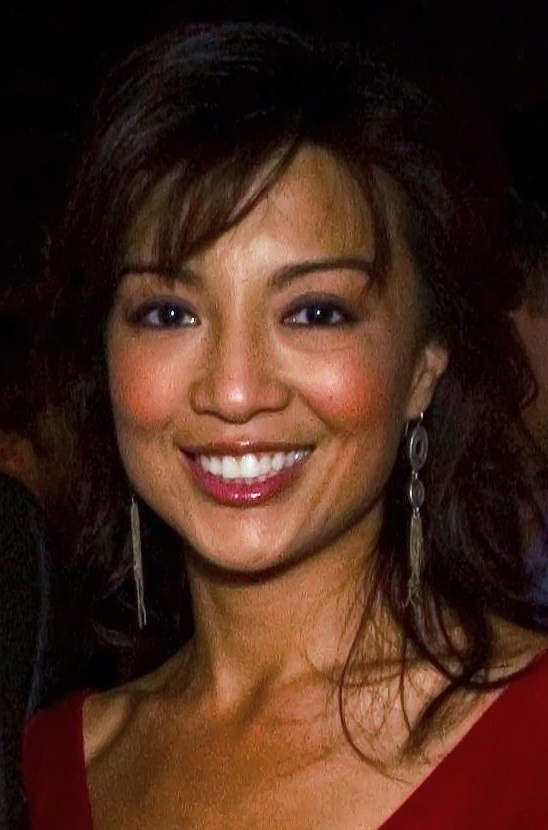
Ming-Na en 2006.

En 2005, elle rejoint la distribution principale de la série télévisée Inconceivable avec Jonathan Cake. Mais celle ci est rapidement annulée après deux épisodes, du fait de mauvaises audiences. L'année suivante, l'actrice n'a pas plus de chance en jouant dans la série Vanished, diffusée sur la FOX mais dont la programmation est interrompue après neuf épisodes. 
Elle se tourne vers des participations en tant que guest-star dans des séries installées comme Private Practice, Boston Justice et un petit rôle récurrent dans Mon oncle Charlie,. 
En 2008, elle est un rôle secondaire du film d'horreur Le Bal de l'horreur, un remake du film du même nom sorti en 1980. Le film, un succès, génère près de 60 millions de dollars de recettes en fin d'exploitation, mais a contrario est démoli par la critique, qualifié d'un « slasher movie prévisible qui peine à devenir mémorable »,.

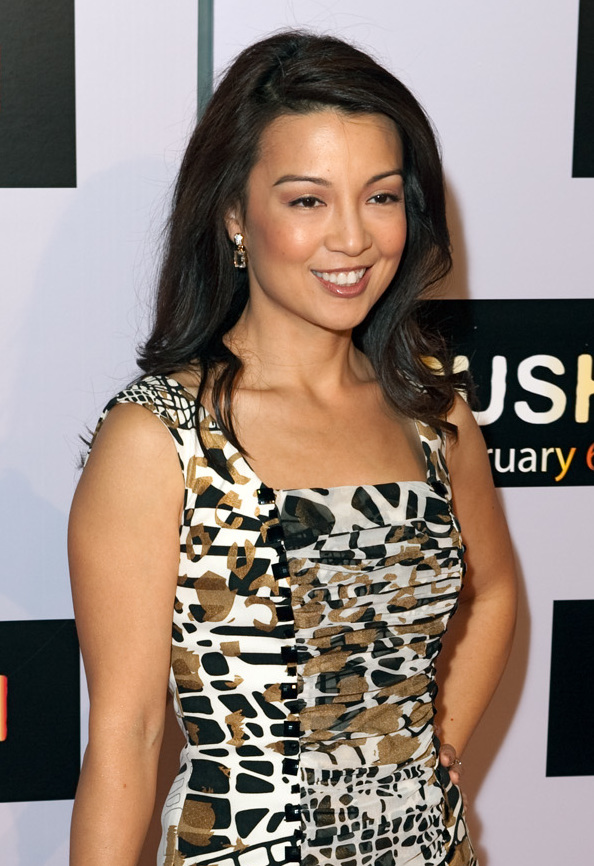
Ming-Na en 2009.

En 2009, elle joue dans le thriller Push de Paul McGuigan dans un rôle secondaire aux côtés de Chris Evans, Dakota Fanning, Camilla Belle et Djimon Hounsou.

### Rôles réguliers
En 2009, Ming-Na intègre la série Stargate Universe dans le rôle de Camille Wray. La série est dérivée de Stargate SG-1 et la quatrième série de la franchise Stargate. Prévue pour durer cinq saisons, la série est finalement arrêtée à l'issue de la seconde,. Un téléfilm est alors envisagé afin de clore convenablement la série mais l'exploitation de l'ensemble de la franchise Stargate est brutalement interrompue.
L'actrice rebondit en rejoignant brièvement la série de science-fiction Eureka, qui en est alors à sa quatrième saison. 
En 2012, elle est la vedette du film en direct-to-video Super Cyclone, aux côtés de Nicholas Turturro.  
À partir de 2013, elle incarne l'agent Melinda May dans la série Marvel : Les Agents du SHIELD, une série dérivée du film Avengers qui fait partie de l'univers cinématographique Marvel.
En 2016, elle joue aux côtés de Kevin Bacon et Jennifer Morrison ainsi que du jeune David Mazouz dans le thriller horrifique The Darkness de Greg McLean, production très mal reçue par la critique. 
En 2018, elle prête sa voix au personnage de Hala, l'antagoniste, dans la série d'animation Marvel Rising ainsi que dans le téléfilm d'animation Marvel Rising: Secret Warriors.
En 2019, elle rejoint la série The Mandalorian et prête ses traits à l'assassin Fennec Shand, un personnage récurrent,.
En 2020, elle prête sa voix à une version animée de Fennec Shand dans la série Star Wars: The Bad Batch, série dérivée de la série Star Wars: The Clone Wars.
En 2021, elle reprend le rôle de Fennec Shand dans Le Livre de Boba Fett.

### Vie privée
En 1990, Ming-Na Wen épouse Kirk Aanes, dont elle divorce en 1993. En 1995, elle épouse l'acteur Eric Michael Zee. Ils ont deux enfants : une fille, Michaela, (née en 2000) et un fils, Cooper Dominic Zee, (né en 2005). Depuis 2007, ils vivent à Calabasas, une ville du comté de Los Angeles.

## Filmographie

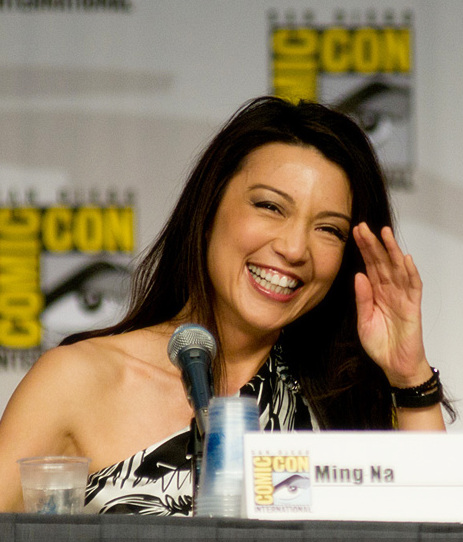
Ming-Na en 2010.

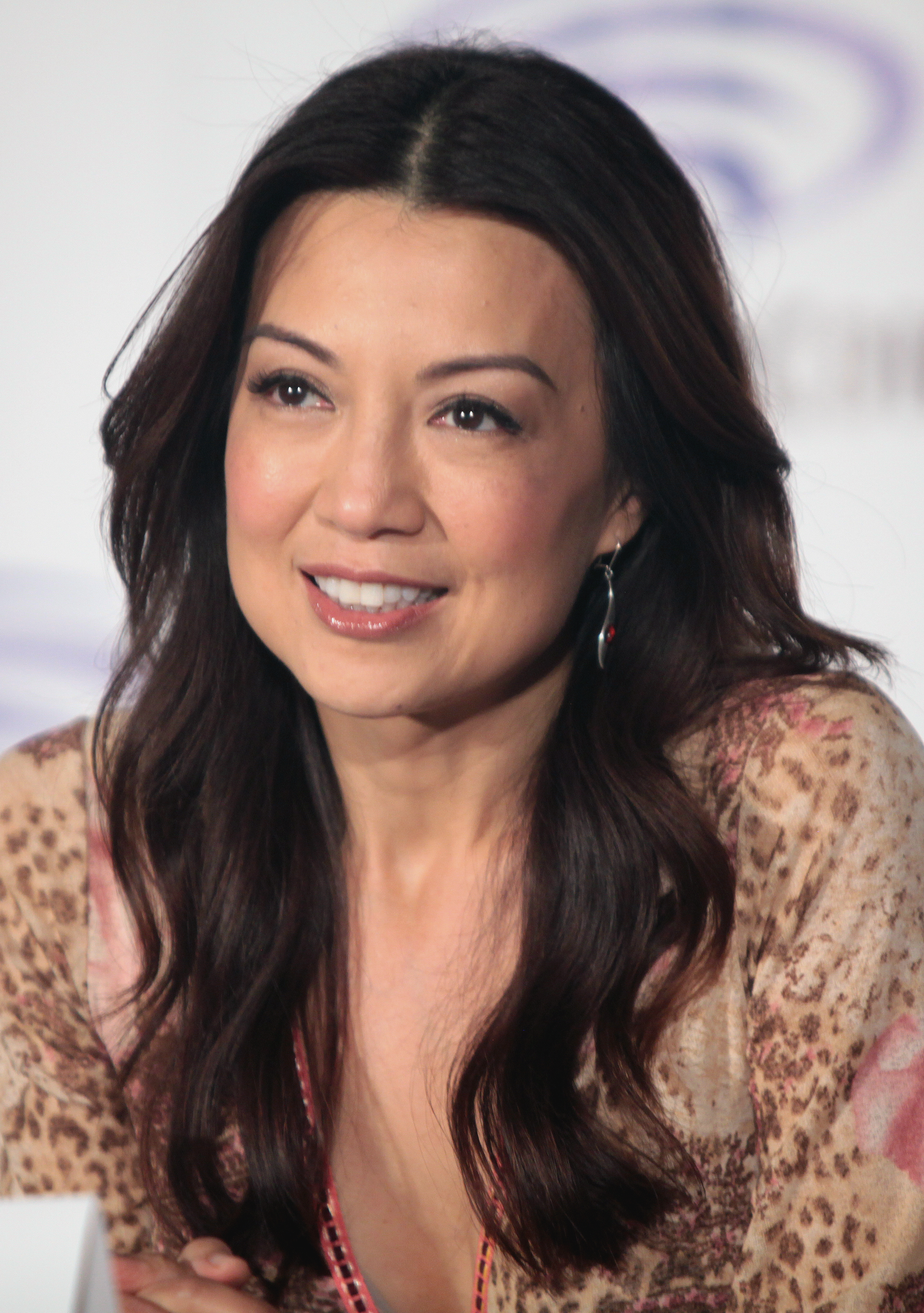
Ming-Na en 2016.

### Cinéma

#### Longs métrages
- 1992 : Rain Without Thunder de Gary O. Bennett : 'Uudie' Prisoner
- 1993 : Le Club de la chance (The Joy Luck Club) de Wayne Wang : Jing-Mei 'June' Woo
- 1994 : Hong Kong 97 d'Albert Pyun : Katie Chun
- 1994 : Street Fighter de Steven E. de Souza : Chun-Li Zang
- 1994 : Terminal Voyage de Rick Jacobson : Han
- 1997 : Pour une nuit... de Mike Figgis : Mimi Carlyle
- 1998 : 12 Bucks de Wayne Isham : Gorgeous
- 2001 : Teddy Bears' Picnic d'Harry Shearer : Katy Woo
- 2008 : Le Bal de l'horreur (Prom Night) de Nelson McCormick : Dr. Elisha Crowe
- 2009 : Push de Paul McGuigan : Emily Hu
- 2010 : BoyBand de Jon Artigo : Judy Roberts
- 2012 : Super Cyclone de Liz Adams : Docteur Jenna Sparks (vidéofilm)
- 2014 : April Rain de Luciano Saber : Hillary Miller
- 2016 : The Darkness de Greg McLean : Wendy Richards
- 2020 : Mulan de Niki Caro : Une invitée
- 2020 : Pearl de Bobby Roth : la directrice
- 2025 : Karate Kid: Legends de Jonathan Entwistle

#### Courts métrages
- 2004 : Perfection de Karen Lin : Woman
- 2019 : Swimming de Anna Chi : Lilian

### Télévision

#### Séries télévisées
- 1985 : Mister Rogers' Neighborhood : Royal Trumpeter #3 (2 épisodes)
- 1988 : Another World : Abby (1 épisode)
- 1988 - 1990 : As the World Turns : Lien Hughes #1 (6 épisodes)
- 1994 : All-American Girl : Amy (1 épisode)
- 1995 - 2004 : Urgences : Dr Jing-Mei Chen (118 épisodes)
- 1995 - 1997 : Le Célibataire (The Single Guy) : Trudy Sloane (43 épisodes)
- 1999 : Outreach : Dr Sara Kwan (pilote non retenu)
- 2002 : I Got You (pilote non retenu)
- 2004 : New York, unité spéciale : Li Mei Wu (saison 6, épisode 2)
- 2005 : Inconceivable : Rachel Lu (3 épisodes)
- 2006 : Une famille du tonnerre (George Lopez) : le professeur Lim (2 épisodes)
- 2006 : Vanished : l'agent Lin Mei (13 épisodes)
- 2007 - 2010 : Mon oncle Charlie : Linda Harris (5 épisodes)
- 2008 : Private Practice : Kara Wei (saison 2, épisode 5)
- 2008 : Boston Justice : Ming Wang Shu (saison 5, épisode 8)
- 2009 - 2011 : Stargate Universe : Camile Wray (31 épisodes)
- 2011 - 2012 : Eureka : sénatrice Michaela Wen (7 épisodes)
- 2013 : Nashville : Calista Reeves (saison 1, épisode 11)
- 2013-2020 : Marvel : Les Agents du SHIELD (Agents of S.H.I.E.L.D.)  : l'agent Melinda May (136 épisodes)
- 2017 - 2019 : Bienvenue chez les Huang : Elaine / Stephanie (3 épisodes)
- 2019 - présent : The Mandalorian : Fennec Shand (saison 1, épisode 5 et saison 2, épisode 6, 7 et 8)
- 2020 : Awkwafina Is Nora from Queens : Tante Sandra (saison 1, épisode 6)
- 2020 : 50 States of Fright : Susan (mini-série, 3 épisodes)
- 2021 : Le Livre de Boba Fett : Fennec Shand
- 2022 : Young Sheldon : Dr Lee (saison 5, épisode 14)

#### Téléfilms
- 1993 : Blind Spot de Michael Toshiyuki Uno : Mitsuko
- 1994 : Vanishing Son II de John Nicolella : Mai
- 1994 : Vanishing Son IV de John Nicolella : Mai
- 1998 : Un monde trop parfait (Tempting Fate) de Peter Werner : Ellen Moretti
- 1998 : Killer App de Robert Altman : Pam

### Doublage

#### Films d'animation
- 1998 : Mulan : Mulan (voix)
- 1999 : Spawn 3 : Ultimate Battle : Jade/Lisa Wu (voix - vidéofilm)
- 2001 : Final Fantasy : Les Créatures de l'esprit : Docteur Aki Ross (voix)
- 2001 : Aki's Dream : Docteur Aki Ross (voix - court métrage)
- 2002 : A Ribbon of Dreams : Mei-Ling (voix)
- 2004 : Mulan 2 : La Mission de l'Empereur : Mulan (voix - vidéofilm)
- 2005 : The World of Mulan : Mulan (voix - vidéofilm)
- 2014 : Parallel Man: Infinite Pursuit de Jeffrey Morris : Agent Mackenzie Cartwright (voix - court métrage)
- 2018 : Ralph 2.0 de Phil Johnston et Rich Moore : Mulan (voix)
- 2018 : Marvel Rising: Secret Warriors : Hala (voix)
- 2019 : Marvel Rising: Heart of Iron de Sol Choi et Alfred Gimeno : Hala (voix)

#### Séries d'animation
- 1997 : Happily Ever After : Lani (voix, 1 épisode)
- 1998-1999 : Spawn : Jade / Lisa Wu (voix, 5 épisodes)
- 1999-2003 : Hé Arnold ! : Moustique (voix)
- 2001-2002 : Disney's tous en boîte : Mulan (voix, 1 épisode)
- 2004 : Jimmy Neutron : Peggy Tsu (voix, 1 épisode)
- 2004 - 2005 : Batman (The Batman) : Détective Ellen Yin (voix, 16 épisodes)
- 2005 et 2015 : Robot Chicken : Mary-Kate Olsen - Maman (1 épisode) / Ming Ming Duckling / Tina Nguyen (1 épisode)
- 2007 : American Masters : la narratrice (voix, 1 épisode)
- 2007 : Ni Hao, Kai-Lan : Gui Nai Nai (voix, 1 épisode)
- 2008 - 2014 : Phinéas et Ferb : Dr. Hirano (voix, 6 épisodes)
- 2012 : Adventure Time : La mère de Finn (voix, 3 épisodes)
- 2014 - 2018 : Princesse Sofia : Mulan / Vega (voix, 6 épisodes)
- 2017 : Ours pour un et un pour t'ours : Ranger Zhao (voix, 1 épisode)
- 2017 - 2018 : La Loi de Milo Murphy : Savannah (voix, 7 épisodes)
- 2018 : Les Gardiens de la Galaxie : Phyla-Vell (4 épisodes)
- 2018 - 2019 : Hot Streets : Soo Park / Sherpa / Lady Brownbone (6 épisodes)
- 2019 : Mao Mao : Héros au cœur pur : Tanya Keys (1 épisode)
- 2021-2024 : Star Wars: The Bad Batch : Fennec Shand
- 2022 : Gremlins: Secrets of the Mogwai : Fong Wing

#### Jeux vidéo
- 1995 : Street Fighter: The Movie : Chun-Li Zang (voix)
- 1998 : Mulan Story Studio : Mulan (voix)
- 2005 : Kingdom Hearts 2 : Mulan (voix)
- 2008 : Defense Grid: The Awakening : General Cai (voix)
- 2015 : Disney Infinity 3.0 : Mulan (voix)
- 2016 : Lego Marvel's Avengers : Agent Melinda May (voix)

## Distinctions
Sauf indication contraire ou complémentaire, les informations mentionnées dans cette section proviennent de la base de données IMDb.

### Récompenses
- Annie Awards 1998 : meilleur doublage féminin pour Mulan
- Online Film & Television Association 1999 : meilleure actrice dans un film familial pour Mulan
- Saturn Awards 2022 : meilleure actrice de série en streaming pour Le Livre de Boba Fett

### Nominations
- Online Film & Television Association 1999 : meilleure performance de doublage pour Mulan
- Screen Actors Guild Awards 2001 : meilleure distribution pour une série télévisée dramatique dans Urgences
- People's Choice Awards 2014 : actrice préférée dans une nouvelle série télévisée pour Marvel : Les Agents du SHIELD
- Kids' Choice Awards 2016 : meilleure actrice dans une série télévisée familiale pour Marvel : Les Agents du SHIELD

## Voix francophones
En France, Ming-Na est principalement doublée par Yumi Fujimori. Ainsi, cette dernière est notamment sa voix dans les séries Urgences, Vanished, Mon oncle Charlie, Stargate Universe ou encore Marvel : Les Agents du SHIELD. En parallèle, elle est doublée par Diane Dassigny dans les œuvres de l'univers Star Wars.
À titre exceptionnel, elle est doublée par Anne Rondeleux dans Le Club de la chance, Brigitte Virtudes dans Street Fighter, Céline Monsarrat dans Un monde trop parfait, Claire Beaudoin dans The Darkness, Armelle Gallaud dans Mech Academy : Les cadets (en) et Catherine Artigala dans Véra.